# Triepeolus pectoralis
Triepeolus pectoralis là một loài Hymenoptera trong họ Apidae. Loài này được Robertson mô tả khoa học năm 1897.

## Hình ảnh

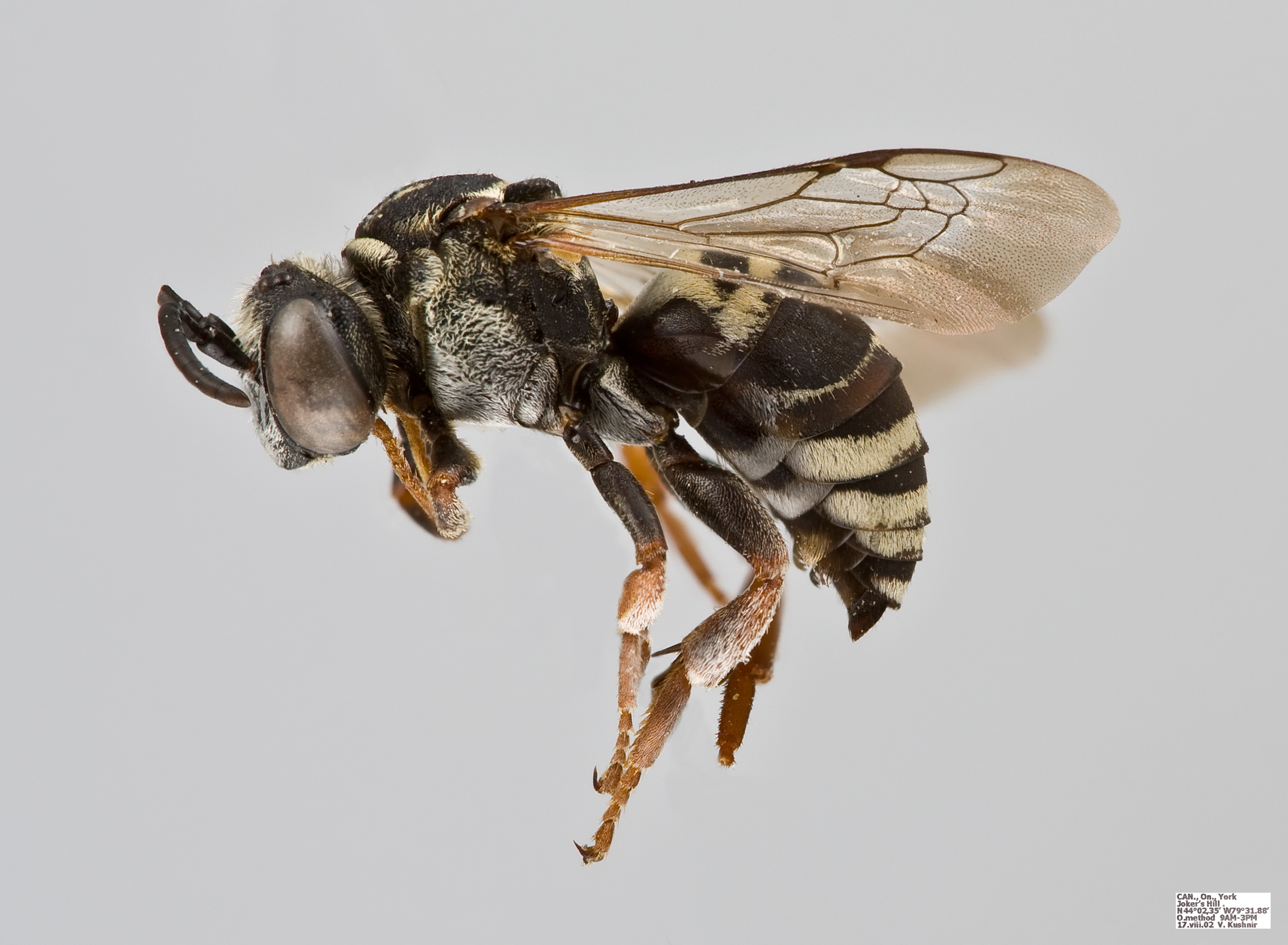
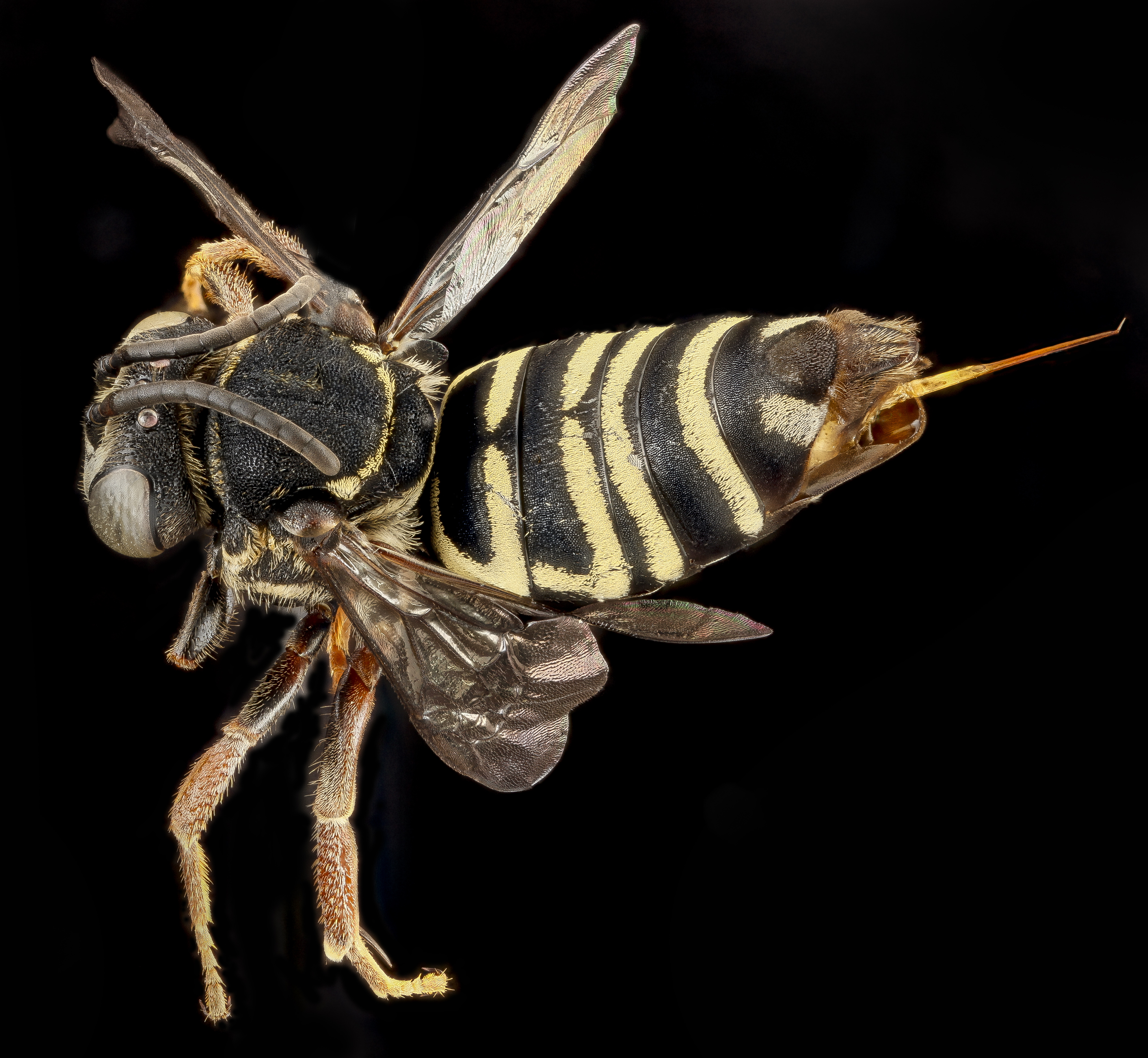
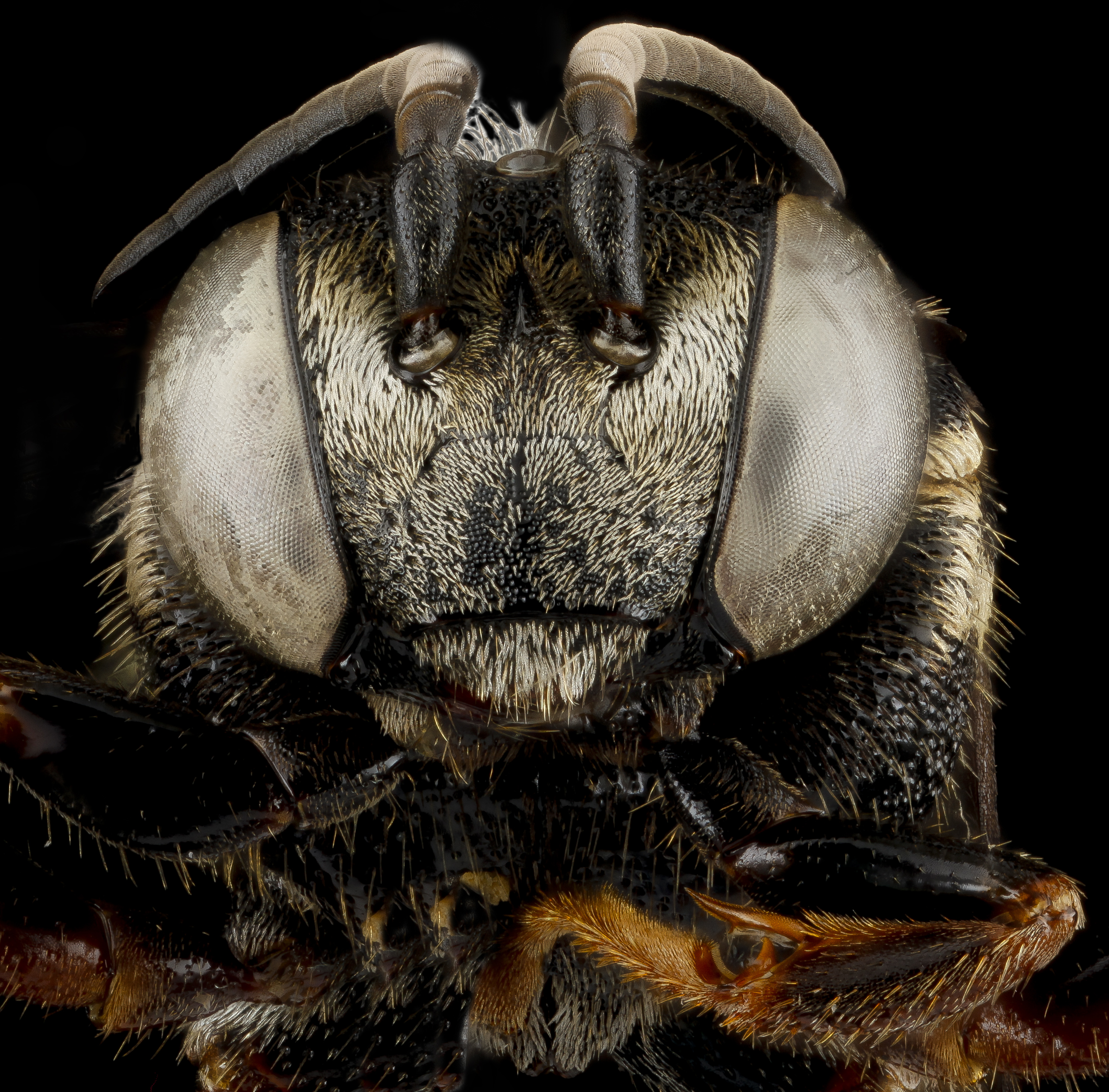
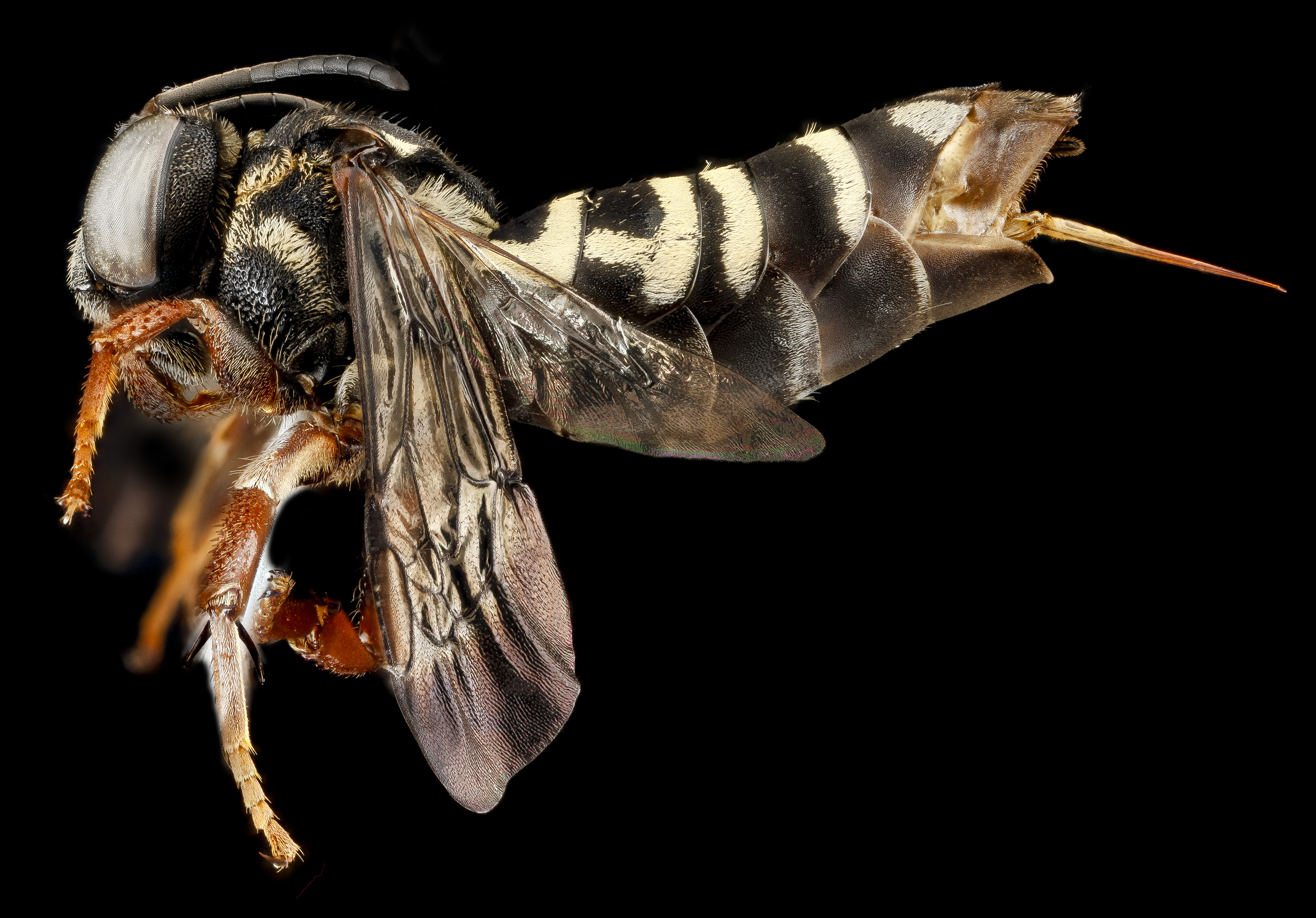